# Gyropus ovalis
Gyropus ovalis eine Art der Kletterfußmallophagen, die bei Meerschweinchen vorkommt. Mit den Hausmeerschweinchen wurde die Art weltweit verbreitet, auch Glanzmeerschweinchen und Tschudi-Meerschweinchen werden befallen. Die Art gehört mit Gliricola porcelli und Trimenopon hispidum zu den häufigsten Ektoparasiten beim Hausmeerschweinchen. Diese Haarlinge ernähren sich von Hautschuppen, Hauttalg und zum Teil von Körperflüssigkeiten. Gyropus ovalis sitzt bevorzugt am Kopf, insbesondere an der Ohrbasis.
Gyropus ovalis ist 1,2 mm lang und 0,5 mm breit. Der Kopf ist, im Gegensatz zu Gliricola porcelli, breiter als lang und auch das Abdomen ist breiter. Von den anderen beiden Haarlnge unterscheidet sich Gyropus ovalis durch die dickeren Beine, die kleine Kralle am ersten Beinpaar und die Ausbildung von unbeweglichen Pseudokrallen (→ Gyropus) an den anderen beiden Beinpaaren.  Die keulenförmigen Fühler sind in einer tiefen Einkerbung des Kopfes nahezu verborgen. Die Unterkiefertaster haben vier Segmente.
Die gedeckelten, 1 × 0,2 mm großen Eier (Nissen) werden vom Weibchen an den Haarschaft nahe der Haut geklebt. Über drei Nymphenstadien, die den Adulten sehr ähnlich und lediglich etwas kleiner sind, entstehen daraus die Adulten.